# Grand Prix-wegrace van België 1976
De Grand Prix-wegrace van België 1976 was de zevende race van het wereldkampioenschap wegrace-seizoen 1976. De race werd verreden op 4 juli 1976 op het Circuit de Spa-Francorchamps nabij Malmedy, (Liège).

## Algemeen
Kent Andersson was pas in Assen voor het eerst weer op het circuit verschenen. Hij twijfelde kennelijk over de voortzetting van zijn carrière. Hij kwam wel naar België, maar gaf zijn zelfbouw Yamaha aan Leif Gustafsson en verklaarde dat hij zou stoppen met racen.

### Ingekorte races
Nadat in de TT van Assen een aantal coureurs bevangen was geraakt door de warmte, nam men in België maatregelen door de races in te korten. Een aantal Suzuki-coureurs kreeg desondanks last van verbrande benen. Zij hadden grotere tanks gemonteerd waardoor ze bijpassende zitjes van de 750cc-machines moesten gebruiken. Daardoor kwamen hun benen nu tegen de hete uitlaatbochten.

### Geluidseisen
In België werden de door de FIM ingestelde geluidsnormen voor het eerst echt toegepast. In de praktijk leverde dat geen moeilijkheden op, want de enige die problemen met de geluidseisen had was Giacomo Agostini met zijn viertakt-MV Agusta's. Ago had de 500cc-MV echter al aan de kant gezet en de 350cc-klasse kwam in Spa-Francorchamps niet aan de start.

## 500 cc
Net als in Assen was er ook in België een bijzondere eerste startrij: Naast snelste man Barry Sheene stonden Víctor Palomo (Yamaha) en Marcel Ankoné (Pullshaw-Suzuki). Ankone's Suzuki sloeg snel aan, maar kwam niet goed op toeren, waardoor hij even naar de zesde plaats zakte. Met de Yamaha van Tom Herron ging het beter: vanuit het middenveld nam hij meteen de eerste plaats in. Na een halve ronde had zich echter een kopgroep afgescheiden, die bestond uit Sheene, Ankoné en John Williams. Na een paar ronden moest Ankoné de Heron-Suzuki's wat voorsprong toestaan, maar hij hield toen nog 12 seconden over op Michel Rougerie en Philippe Coulon. Sheene kreeg last van vapor-lock waardoor zijn motor op twee cilinders ging lopen en moest de winst aan Williams laten. Dat betekende dat de wereldtitel nog niet beslist was, maar Sheene werd wel tweede vóór Marcel Ankoné. Voor John Williams was het een opsteker: hij was de overwinning in de Senior TT op het laatste moment misgelopen door motorproblemen, maar haalde nu onverwacht zijn enige WK-overwinning.

### Uitslag 500 cc
| Pos | Coureur             | Merk   | Tijd           | Punten         |
| --- | ------------------- | ------ | -------------- | -------------- |
| 1   | John Williams       | Suzuki | 39' 22" 8      | 15             |
| 2   | Barry Sheene        | Suzuki | +7" 4          | 12             |
| 3   | Marcel Ankoné       | Suzuki | +17" 0         | 10             |
| 4   | Michel Rougerie     | Suzuki | +28" 6         | 8              |
| 5   | Teuvo Länsivuori    | Suzuki | +38" 6         | 6              |
| 6   | Dieter Braun        | Suzuki | +41" 1         | 5              |
| 7   | Chas Mortimer       | Suzuki | +56" 5         | 4              |
| 8   | Pat Hennen          | Suzuki | +57" 7         | 3              |
| 9   | John Newbold        | Suzuki | +59" 9         | 2              |
| 10  | Helmut Kassner      | Suzuki | +1' 03" 9      | 1              |
| 11  | Alex George         | Suzuki |                |                |
| 12  | Tom Herron          | Suzuki |                |                |
| 13  | Boet van Dulmen     | Yamaha |                |                |
| 14  | Jean-Philippe Orban | Yamaha |                |                |
| 15  | Philippe Chaltin    | Yamaha |                |                |
| 16  | Kees van der Kruijs | Yamaha |                |                |
| 17  | Etienne Geeraerd    | Yamaha |                |                |
| DNF | Víctor Palomo       | Yamaha |                |                |
| DNF | Giacomo Agostini    | Suzuki |                |                |
| DNF | Philippe Coulon     | Suzuki | val            |                |
| DNF | Jack Findlay        | Suzuki |                |                |
| DNF | Takazumi Katayama   | Suzuki |                |                |
| DNF | Jules Nies          | Suzuki |                |                |
| DNF | Bernard Fau         | Yamaha |                |                |
| DNF | Karl Auer           | Yamaha |                |                |
| DNF | Bruno Kneubühler    | Yamaha |                |                |
| DNF | Nico Cereghini      | Suzuki |                |                |
| DNF | Olivier Chevallier  | Yamaha |                |                |
| DNS | Marco Lucchinelli   | Suzuki | blessure       | blessure       |
| DNS | Phil Read           | Suzuki | teruggetrokken | teruggetrokken |

## 250 cc
Walter Villa (Harley-Davidson RR 250) trainde in België 5 seconden sneller dan de rest, maar het Circuit de Spa-Francorchamps was in 1976 ook nog 14 km lang. Toch mocht Bruno Kneubühler (Yamaha) een ronde lang aan de leiding rijden, waarna Villa van hem weg reed. Kneubühler moest met technische problemen opgeven en de strijd om de tweede plaats was erg spannend. Die ging tussen John Dodds, Takazumi Katayama, Víctor Palomo, Paolo Pileri, Gianfranco Bonera, Pentti Korhonen, Dieter Braun, Tom Herron en Patrick Fernandez. Uiteindelijk werd Paolo Pileri verrassend tweede en scoorde hij de eerste punten voor Morbidelli in de 250cc-klasse. De strijd om de derde plaats bleef spannend. John Dodds zat achter in de groep maar remde iedereen uit. Hij kreeg echter te maken met het grotere vermogen van de Yamaha van Katayama en samen reden ze slingerend naar de streep, waarbij ze elkaar zelfs raakten. Katayama kreeg uiteindelijk de laatste podiumplaats in handen.

### Uitslag 250 cc
| Pos | Coureur             | Merk              | Tijd        | Punten      |
| --- | ------------------- | ----------------- | ----------- | ----------- |
| 1   | Walter Villa        | Harley-Davidson   | 45'51" 9    | 15          |
| 2   | Paolo Pileri        | Bimota-Morbidelli | +48" 6      | 12          |
| 3   | Takazumi Katayama   | Yamaha            | +57" 3      | 10          |
| 4   | John Dodds          | Yamaha            | +57" 5      | 8           |
| 5   | Gianfranco Bonera   | Harley-Davidson   | +57" 9      | 6           |
| 6   | Víctor Palomo       | Yamaha            | +58" 3      | 5           |
| 7   | Dieter Braun        | Yamaha            | +58" 9      | 4           |
| 8   | Pentti Korhonen     | Yamaha            | +1' 08" 4   | 3           |
| 9   | Patrick Fernandez   | Yamaha            | +1' 21" 0   | 2           |
| 10  | Tom Herron          | Yamaha            | +1' 21" 2   | 1           |
| 11  | Vic Soussan         | Yamaha            |             |             |
| 12  | Henk van Kessel     | Yamaha            |             |             |
| 13  | Philippe Bouzanne   | Yamaha            |             |             |
| 14  | Boet van Dulmen     | Yamaha            |             |             |
| 15  | Manuel Arias        | Yamaha            |             |             |
| 16  | Jean-François Baldé | Yamaha            |             |             |
| 17  | Ken Nemoto          | Yamaha            |             |             |
| 18  | Franco Uncini       | Yamaha            |             |             |
| 19  | Richard Hubin       | Yamaha            |             |             |
| DNF | Bruno Kneubühler    | Yamaha            |             |             |
| DNF | Leif Gustafsson     | Yamaha            |             |             |
| DNF | Olivier Chevallier  | Yamaha            | val         |             |
| DNF | Boet van Dulmen     | Yamaha            | olielekkage | olielekkage |
| DNF | Tapio Virtanen      | MZ                |             |             |
| DNF | Alex George         | Yamaha            |             |             |
| DNF | Mati Rainup         | MZ                |             |             |
| DNF | Pekka Nurmi         | Yamaha            |             |             |
| DNF | Felice Agostini     | Yamaha            |             |             |

## 125 cc
Ondanks de negende startplaats nam Henk van Kessel in België meteen de leiding, gevolgd door Pier Paolo Bianchi, Ángel Nieto en Paolo Pileri. Van Kessel viel net als in Assen uit door een losgeschoten aanzuigrubber van een carburateur, terwijl Bianchi door een lekke band het rennerskwartier in moest. Het was wel duidelijk dat de Bultaco van Nieto flink verbeterd was, want nu kon hij wel degelijk de strijd aangaan met de Morbidelli van Pileri en in de laatste ronden zelfs van hem wegrijden. Eugenio Lazzarini werd achter Pileri derde met zijn privé-Morbidelli. Als Bianchi niet was uitgevallen had hij in België zijn wereldtitel veilig kunnen stellen.

### Uitslag 125 cc
| Pos | Coureur                | Merk       | Tijd       | Punten     |
| --- | ---------------------- | ---------- | ---------- | ---------- |
| 1   | Ángel Nieto            | Bultaco    | 44' 47" 1  | 15         |
| 2   | Paolo Pileri           | Morbidelli | +4" 8      | 12         |
| 3   | Eugenio Lazzarini      | Morbidelli | +56" 7     | 10         |
| 4   | Gert Bender            | Bender     | +1' 07" 0  | 8          |
| 5   | Harald Bartol          | Morbidelli | +1' 17" 9  | 6          |
| 6   | Patrick Plisson        | Morbidelli | +2' 35" 6  | 5          |
| 7   | Stefan Dörflinger      | Morbidelli | +2' 36" 5  | 4          |
| 8   | Julien van Zeebroeck   | Morbidelli | +2' 46" 1  | 3          |
| 9   | Leif Gustafsson        | Yamaha     | +3' 15" 1  | 2          |
| 10  | Cees van Dongen        | Morbidelli | +3' 33" 2  | 1          |
| 11  | Horst Seel             | Seel-Maico |            |            |
| 12  | Hans Müller            | Yamaha     |            |            |
| 13  | Toni Mang              | Morbidelli |            |            |
| 14  | Piet van Niel          | Yamaha     |            |            |
| DNF | Henk van Kessel        | Condor     |            |            |
| DNF | Pier Paolo Bianchi     | Morbidelli | lekke band | lekke band |
| DNF | Norbert Peschke        | Morbidelli |            |            |
| DNF | Claudio Lusuardi       | Malanca    |            |            |
| DNF | Jean-Louis Guignabodet | Morbidelli |            |            |

## 50 cc
Ángel Nieto was in de training van de 50cc-klasse maar liefst 9 seconden sneller dan zijn tegenstanders, maar in de race wilde de Bultaco niet goed lopen. Herbert Rittberger had in Assen een blokje van de firma Van Veen gekregen en dat liep wel goed. Nieto moest hem dan ook laten gaan en door de overwinning van Rittberger was het kampioenschap ineens weer spannend, want ze hadden allebei twee wedstrijden gewonnen. Ulrich Graf werd in Spa-Francorchamps derde.

### Uitslag 50 cc
| Pos | Coureur              | Merk              | Tijd      | Punten |
| --- | -------------------- | ----------------- | --------- | ------ |
| 1   | Herbert Rittberger   | Van Veen-Kreidler | 31' 20" 7 | 15     |
| 2   | Ángel Nieto          | Bultaco           | +20" 1    | 12     |
| 3   | Ulrich Graf          | Kreidler          | +37" 7    | 12     |
| 4   | Eugenio Lazzarini    | UFO-Morbidelli    | +1' 07" 6 | 8      |
| 5   | Benjamin Laurent     | 3B-Kreidler       | +1' 09" 8 | 6      |
| 6   | Engelbert Kip        | Kreidler          |           | 5      |
| 7   | Rudolf Kunz          | Kreidler          |           | 4      |
| 8   | Cees van Dongen      | Kreidler          |           | 3      |
| 9   | Hans Hummel          | Kreidler          |           | 2      |
| 10  | Stefan Dörflinger    | Kreidler          |           | 1      |
| 11  | Ramón Galí           | Derbi             |           |        |
| 12  | Pierre Dumont        | Kreidler          |           |        |
| 13  | Ingo Emmerich        | Kreidler          |           |        |
| 14  | Rolf Blatter         | Kreidler          |           |        |
| 15  | Wolfgang Golembeck   | Kreidler          |           |        |
| 16  | Guido de Lys         | Kreidler          |           |        |
| 17  | Juup Bosman          | Kreidler          |           |        |
| 18  | Theo Timmer          | Kreidler          |           |        |
| 19  | Guy Muyters          | Kreidler          |           |        |
| DNF | Günter Schirnhofer   | Kreidler          |           |        |
| DNF | Aldo Peri            | Kreidler          |           |        |
| DNF | Julien van Zeebroeck | Kreidler          |           |        |
| DNF | Gerrit Strikker      | Kreidler          |           |        |
| DNF | Pierre Audry         | ABF               |           |        |
| DNF | Charles Dumont       | Kreidler          |           |        |
| DNF | Joaquin Gali         | Derbi             |           |        |

## Zijspanklasse
In de zijspanklasse leek de race tijdens de trainingen al te zijn begonnen, want er werd hard gevochten om de beste startplaats. Die was uiteindelijk voor Siegfried Schauzu/Wolfgang Kalauch. In de race vormde zich echter al snel een kopgroep met Rolf Steinhausen/Josef Huber, Werner Schwärzel/Andreas Huber en Helmut Schilling/Rainer Gundel. Martin Kooy en Rob Vader, die in Assen tweede waren geworden, kregen hun motor niet gestart en waren al bij de start uitgeschakeld. Rolf Biland stond in de eerste ronde ook al stil. De drie combinaties vooraan maakten er een spannende race van, waarbij de posities steeds wisselden. Uiteindelijk won Steinhausen vóór Schwärzel en Schilling. Rolf Steinhausen en Josef Huber waren nu al bijna zeker van de wereldtitel.

### Uitslag zijspanklasse
| Pos | Coureur               | Bakkenist                 | Merk            | Tijd             | Punten           |
| --- | --------------------- | ------------------------- | --------------- | ---------------- | ---------------- |
| 1   | Rolf Steinhausen      | Josef Huber               | Busch-König     | 39' 56" 5        | 15               |
| 2   | Werner Schwärzel      | Andreas Huber             | König           | +0" 3            | 12               |
| 3   | Helmut Schilling      | Rainer Gundel             | Schmid-Fath     | +2" 7            | 10               |
| 4   | Siegfried Schauzu     | Wolfgang Kalauch          | Schmid-Fath     | +38" 9           | 8                |
| 5   | Rudi Kurth            | Dane Rowe                 | CAT-Yamaha      | +1' 24" 3        | '6               |
| 6   | George O'Dell         | Alan Gosling              | Windle-Yamaha   | +1' 53" 9        | '5               |
| 7   | Otto Haller           | Erich Haselbeck           | Krauser-BMW     | +1' 58" 8        | 4                |
| 8   | Ted Jansen            | Erich Schmitz             | Yamaha          | +2' 17" 7        | 3                |
| 9   | Malcolm Hobson        | John Inchcliff            | Hamilton-Yamaha | +2' 26" 8        | 2                |
| 10  | Alain Michel          | Bernard Garcia            | GEP-Yamaha      | +2' 44" 9        | 1                |
| 11  | Dick Greasley         | Cliff Holland             | Windle-Yamaha   |                  |                  |
| 12  | Bruno Holzer          | Karl Meierhans            | LCR-Yamaha      |                  |                  |
| 13  | Heinz Luthringshauser | Lorenzo Puzo              | Busch-BMW       |                  |                  |
| 14  | Heinz Thevissen       | Juppi Esch                | HTS             |                  |                  |
| 15  | Mark Alexandre        | Paul Gerard               | König           |                  |                  |
| 16  | Hermann Schmid        | Martial Jean-Petit-Matile | Schmid-Yamaha   | +1 ronde         |                  |
| DNF | Rolf Biland           | Kenneth Williams          | Seymaz-Yamaha   |                  |                  |
| DNS | Martin Kooy           | Rob Vader                 | Kova-König      | motor start niet | motor start niet |

1921 · 1922 · 1923 · 1924 · 1925 · 1926 · 1927 · 1928 · 1929 · 1930 · 1931 · 1932 · 1933 · 1934 · 1935 · 1936 · 1937 · 1938 · 1939 · 1947 · 1948 · 1949 · 1950 · 1951 · 1952 · 1953 · 1954 · 1955 · 1956 · 1957 · 1958 · 1959 · 1960 · 1961 · 1962 · 1963 · 1964 · 1965 · 1966 · 1967 · 1968 · 1969 · 1970 · 1971 · 1972 · 1973 · 1974 · 1975 · 1976 · 1977 · 1978 · 1979 · 1980 · 1981 · 1982 · 1983 · 1984 · 1985 · 1986 · 1988 · 1989 · 1990